# 入境事務隊條例
《入境事務隊條例》（英語：Immigration Service Ordinance）是《香港法例》第331章（草案獲通過時為法例第30章），旨在設立及賦權入境事務隊。法例於1961年通過後，在1940年代成立的香港警務處入境事務部成為獨立的部門，而人事登記處處長也由隸屬於警務處改為隸屬於人民入境事務處。原由英屬香港時期香港政府成立的人民入境事務局（最初中文名稱為移民局）也一併易名為人民入境事務處。

## 歷史
1961年6月7日，《入境事務隊條例草案》進行首讀，當時署理輔政司戴斯德於議事廳向議員講解：
|                    | 議員們，眾所周知，在大部份地區，出入境事務都由獨立部門或隊伍來管制，但部份殖民地的出入境管制由警隊兼任，現時香港亦一樣由警隊執行出入境管制，但政府認為現時是改變的時候。分工後會帶來一定的好處。 現時隸屬於警察入境管制部的警務人員，為著他們的事業發展，會升遷或調任至警隊內其他部門，因而負責入境事務部的警務人員的入境管制專業知識及執法經驗未能得以延續，由其現時香港正處於一個特殊的情勢之中，因此，有需要將入境事務部脫離警隊，並成立一個獨立的入境事務隊伍，由全職負責入境事務的部門首長來掌管，而於警察入境事務部的警務人員調任警隊之其他部門後可專注警務工作，而留任的入境事務部警務人員可以在新成立的部門中有令人滿意的事業發展及晉升階梯。 本條例草案目的便是成立一支入境事務隊伍，此隊伍面對公眾的事務隊人員須穿著制服並成為一支紀律部隊，所有事務隊員均有如消防隊及緝私隊一樣受殖民條例及常規命令約束，若初級人員干犯輕微罪行將交由助理處長處理，並可上訴至處長。本條例的第12條受權事務隊人員逮捕權，相關的可逮捕罪行將於其後交代，但相關逮捕權與現時警隊在處理有關罪行時一樣，條例定明，被拘捕人士若未能被帶到裁官面前或被釋放，便須於被捕後12小時內帶到任何一間警署。紀律部隊之處分條文，見條例草案的第四部份，主要而言，均與現時警隊的相類同。 |
| ——署理輔政司戴斯德 | |

8月2日，法案經二讀後由全體委員會通過法案條文的第1至23條，同日三讀通過法案。8月4日，入境事務隊脫離警隊正式成為獨立部門。